# Telefonlinjeindikator
En telefonlinjeindikator är en elektronisk apparat eller krets, som visar om en telefonlinje är ledig eller upptagen.
Telefonlinjeindikatorer (för det fasta nätet) fungerar genom att mäta spänning på linjen och jämföra med normal spänning hos lediga respektive upptagna telefonledningar. I Sverige är spänningen på en ledig linje ca 48 volt och på en upptagen linje mellan 4 och 10 volt.